# Franz Nemetschke & Sohn

Werbung von Franz Nemetschke & Sohn (1907)

Franz Nemetschke & Sohn in einer Huldigung der k.u.k. Hof- und Kammerlieferanten zum Thronjubiläum 1908

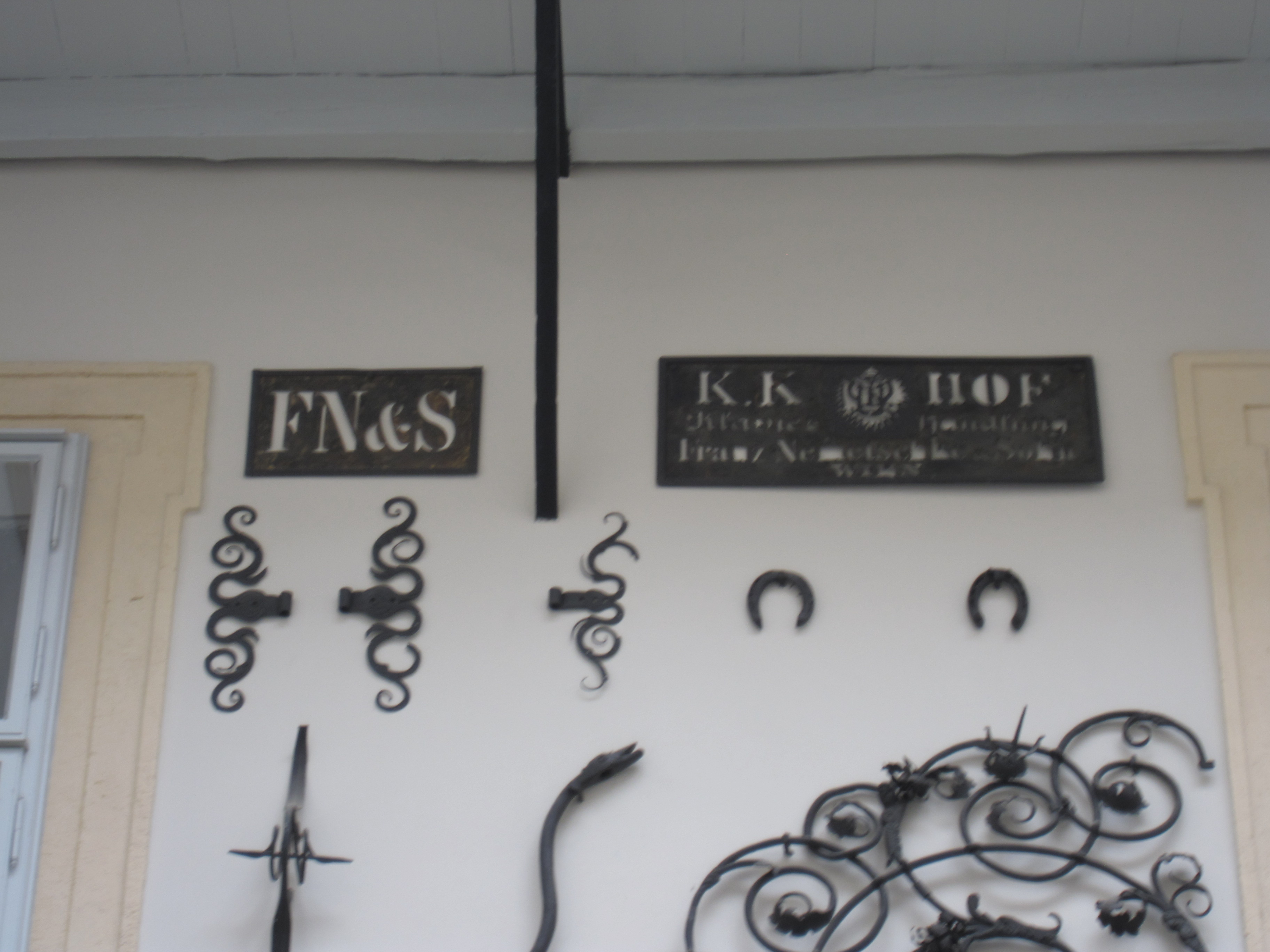
Erinnerungsstücke von Franz Nemetschke & Sohn im 1. Stock des Innenhofes Bäckerstraße 7 in Wien (2009)

Franz Nemetschke & Sohn war ein bedeutendes österreichisches „Klavier- und Harmonium-Etablissement“, das sich auf den Handel dieser Instrumente spezialisierte.

## Geschichte
Franz Nemetschke (* 5. Juni 1813 in Dubenetz (Sibojed-Stern) bei Königinhof, Böhmen; † 2. Juli 1883 in Baden) kam mit 14 Jahren nach Wien und begann seine Tätigkeit als Arbeiter in einer Ziehharmonika-Fabrik, wo er als Blattl-Einleger arbeitete. Da seine Stellung keineswegs einträglich war, hatte er zu dieser Zeit häufig mit Not und Elend zu kämpfen. Doch verband er mit rastloser Tätigkeit auch einen sehr starken Sinn für Sparsamkeit. Später fing er an, als Klavierstimmer zu arbeiten. Oft ging er zu Fuß von Wien nach Baden um sich die Fahrpreise zu ersparen, eine Strecke von ungefähr 27 Kilometer. Mit seinem Talent erwarb er sich bald solche Beliebtheit in der musikalischen Welt, dass fast alle Konzertisten in Wien seine Leistung als Klavierstimmer in Anspruch nahmen. Dadurch erlangte er zu Reichtum, er wurde sogar Hauseigentümer. 1840 gründete er sein eigenes Unternehmen, das sich auf den Handel von Klavieren spezialisierte. Für seine Dienste auch bei Hofe wurde er schließlich zum k.k. Hof-Clavierhändler ernannt.
Franz Nemetschke war mit Anna geb. Mittermayer verheiratet. Aus dieser Ehe entsprangen drei Kinder: Eduard Nemetschke, Marie Nemetschke die später mit einem Paterno verheiratet war und 1881 wiederum den Maler Friedrich von Amerling heiratete, nach dessen Tod sie Ehefrau von Graf Josef Hoyos wurde, sowie Christine Nemetschke (* 1851, † 4. September 1914 in Baden), die mit Franz Schaup verheiratet war. Aus der Ehe zwischen Christine und Franz Schaup entsprangen Franz Nemetschkes Enkelkinder Anna und Eduard Schaup.
Franz Nemetschke starb im Alter von 70 Jahren im Kreise seiner Familie und wurde am 4. Juli 1883 in der eigenen Gruft auf dem St. Helena-Friedhof in Baden beigesetzt.
Nach seinem Tod übernahm der Sohn Eduard das Geschäft, das Unternehmen hieß dementsprechend „Franz Nemetschke & Sohn“. Unter seiner Leitung wurde eine Niederlage in Baden eröffnet. Auch Eduard Nemetschke erhielt den Titel „k.k. Hof-Clavierhändler“. Er war ein großer Wohltäter in der Stadt Baden und zeichnete sich als ein Förderer der lokalen Sektion des österreichischen Touristen-Club durch nennenswerte Spenden aus.
Eduard Nemetschke starb nach längerer Krankheit am 19. Oktober 1887 in Wien mit 44 Jahren. Seine Beisetzung erfolgte drei Tage später am 22. Oktober auf dem Friedhof St. Helena in der Familiengruft. Da er ohne Nachkommen war, übernahm sein Schwager Franz Schaup die Leitung.
Vor dem Ersten Weltkrieg war Franz Nemetschke & Sohn einer der größten und besten Klavierhändler Wiens, eigene Klaviere wurden jedoch in der Regel nicht hergestellt. Neue und gebrauchte Klaviere wurden nicht nur verkauft, sondern konnten auch verliehen werden. Die Zentrale befand sich im 1. Stockwerk an der Bäckerstraße 7 im 1. Wiener Bezirk Innere Stadt, eine Sommerfiliale gab es in Baden am Bahnhofplatz 9.
Das Unternehmen wurde nach dem Ersten Weltkrieg vom Rittmeister Schaup geleitet, das später von Christa Rosenbeyer-Schaupp wahrscheinlich um die 1960er Jahre geerbt wurde. 1974 verkaufte sie den Betrieb an den Klaviermacher Paul Gerstbauer (* 6. August 1924). Er führte das Geschäft bis etwa Mitte der 1990er Jahre und hatte auch die Steinway & Sons-Vertretung inne. Sein Sohn Helmut Gerstbauer (* 19. Juni 1948) übernahm das Geschäft, das jedoch am 12. Oktober 2000 amtlich gelöscht wurde. Helmut Gerstbauer führte noch ein paar Jahre sein eigenes Klavierhaus an der Triester Straße 15 im 10. Bezirk, das mit seiner Pensionierung am 2. Juli 2008 amtlich gelöscht wurde.
Das Haus an der Bäckerstraße 7 wurde um 2007/08 komplett saniert, einige Erinnerungsstücke wie das Firmenschild wurden aufbewahrt und im Innenhof aufgehängt.